# هاري هايوود
هاري هايوود (بالإنجليزية: Harry Haywood) هو نقابي وسياسي أمريكي، ولد في 6 فبراير 1898 في الولايات المتحدة، وتوفي في 4 يناير 1985. حزبياً، نشط في الحزب الشيوعي الأمريكي (1925 – 1959) وCommunist Party (Marxist–Leninist) (United States) ‏.